# Pseudocyclops costanzoi
Pseudocyclops costanzoi is een eenoogkreeftjessoort uit de familie van de Pseudocyclopidae. De wetenschappelijke naam van de soort is voor het eerst geldig gepubliceerd in 2007 door Baviera, Crescenti & Zagami.